# Sergio García (motocyklový závodník)
Sergio García Dols (narozen 22. března 2003) je španělský motocyklový závodník aktuálně závodící v mistrovství světa silničních motocyklů ve třídě Moto2.

## Kariéra

### Začátky
García v roce 2015 vyhrál španělské národní mistrovství CEV Challenge a v roce 2016 CEV Pre Moto3.
Je členem juniorské akademie Estrella Galicia.
V roce 2018 skončil jako vícemistr kategorie Moto3 v juniorském mistrovství světa

### Mistrovství světa silničních motocyklů - Moto3

#### Estrella Galicia 0,0 (2019–2020)
Pro rok 2019 García postoupil do mistrovství světa Moto3. Po nepříliš povedeném startu sezóny se postupně zlepšoval až nakonec získal své první pódium, kdy skončil druhý v Malajsii a hned následující Velkou cenu Valencie vyhrál. V průběhu roku nasbíral 76 bodů a skončil na 15. místě v celkovém pořadí.
V sezóně 2020 získal García dvě pódia na Velké ceně Evropy a Valencie. Rok zakončil na 9. místě s 90 body.

#### Aspar Team (2021–2022)
Pro rok 2021 García přestoupil do týmu Aspar na motocykl Gas Gas, kde se jeho týmovým kolegou stal Izan Guevara. Dokázal získat tři vítězství (Francie, Katalánsko a Rakousko). Sezónu zakončil na 3. místě se 188 body na kontě.
V roce 2022 se stal García pravidelným účastníkem na stupních vítězů. Získal 5 třetích míst, 2 druhá místa a tři vítězství (Argentina, Portugalsko a Itálie). Na konci roku se skončil na druhém místě hned za svým týmovým kolegou Guevarou.

### Mistrovství světa silničních motocyklů - Moto2

#### Pons Wegow Los40 (2023)
Pro sezónu 2023 García přestoupil do kategorie Moto2 na motocykl Kalex. Sezónu zakončil na 15. místě.

#### MT Helmets – MSi (2024–)
García v roce 2024 přestoupil do týmu MT Helmets - MSi, kde se jeho týmovým kolegou stal Ai Ogura.

## Statistiky

### FIM CEV Moto3 Junior World Championship

#### Závody podle sezóny
| Rok  | Motocykl | 1       | 2      | 3        | 4      | 5        | 6      | 7     | 8        | 9        | 10      | 11     | 12     | Poz. | Body |
| ---- | -------- | ------- | ------ | -------- | ------ | -------- | ------ | ----- | -------- | -------- | ------- | ------ | ------ | ---- | ---- |
| 2017 | Honda    | ALB 7   | LMS 4  | CAT1 3   | CAT2 1 | VAL1 Ret | VAL2 7 | EST 8 | JER1 Ret | JER1 DNS | ARA 20  | VAL1 7 | VAL2 6 | 7.   | 99   |
| 2018 | Honda    | EST Ret | VAL1 1 | VAL2 DNS | LMS    | CAT1 1   | CAT2 5 | ARA 6 | JER1 Ret | JER2 1   | ALB Ret | VAL1 5 | VAL2 1 | 2.   | 132  |

### Mistrovství světa silničních motocyklů

#### Závody podle sezóny
| Rok  | Třída | Motocykl   | 1      | 2       | 3       | 4       | 5       | 6      | 7       | 8      | 9       | 10      | 11     | 12      | 13      | 14      | 15      | 16      | 17      | 18     | 19     | 20      | 21  | Poz. | Body |
| ---- | ----- | ---------- | ------ | ------- | ------- | ------- | ------- | ------ | ------- | ------ | ------- | ------- | ------ | ------- | ------- | ------- | ------- | ------- | ------- | ------ | ------ | ------- | --- | ---- | ---- |
| 2019 | Moto3 | Honda      | QAT    | ARG DNS | AME 19  | SPA Ret | FRA Ret | ITA 13 | CAT Ret | NED 15 | GER 11  | CZE Ret | AUT 27 | GBR 19  | RSM Ret | ARA 7   | THA 14  | JPN 5   | AUS Ret | MAL 2  | VAL 1  |         |     | 15.  | 76   |
| 2020 | Moto3 | Honda      | QAT 11 | SPA 17  | ANC 8   | CZE 16  | AUT 16  | STY 10 | RSM 25  | EMI 17 | CAT 4   | FRA 11  | ARA 19 | TER Ret | EUR 2   | VAL 2   | POR 4   |         |         |        |        |         |     | 9.   | 90   |
| 2021 | Moto3 | Gas Gas    | QAT 4  | DOH 23  | POR 8   | SPA 13  | FRA 1   | ITA 9  | CAT 1   | GER 7  | NED 2   | STY 2   | AUT 1  | GBR 16  | ARA 18  | RSM 4   | AME DNS | EMI     | ALR Ret | VAL 2  |        |         |     | 3.   | 188  |
| 2022 | Moto3 | Gas Gas    | QAT 2  | INA 4   | ARG 1   | AME Ret | POR 1   | SPA 2  | FRA 7   | ITA 1  | CAT 4   | GER 3   | NED 3  | GBR Ret | AUT 5   | RSM DSQ | ARA 13  | JPN 4   | THA Ret | AUS 3  | MAL 3  | VAL 3   |     | 2.   | 257  |
| 2023 | Moto2 | Kalex      | POR 15 | ARG 5   | AME Ret | SPA 11  | FRA 10  | ITA 10 | GER 11  | NED 13 | GBR Ret | AUT 8   | CAT 4  | RSM 11  | IND 4   | JPN Ret | INA 8   | AUS Ret | THA Ret | MAL 25 | QAT 16 | VAL Ret |     | 15.  | 84   |
| 2024 | Moto2 | Boscoscuro | QAT 3  | POR 6   | AME 1   | SPA 4   | FRA 1   | CAT    | ITA     | KAZ    | NED     | GER     | GBR    | AUT     | CAT     | RSM     | IND     | INA     | JPN     | AUS    | THA    | MAL     | VAL | 1.*  | 89*  |

*Aktuální sezóna.